# La muerte y la doncella (Lied)

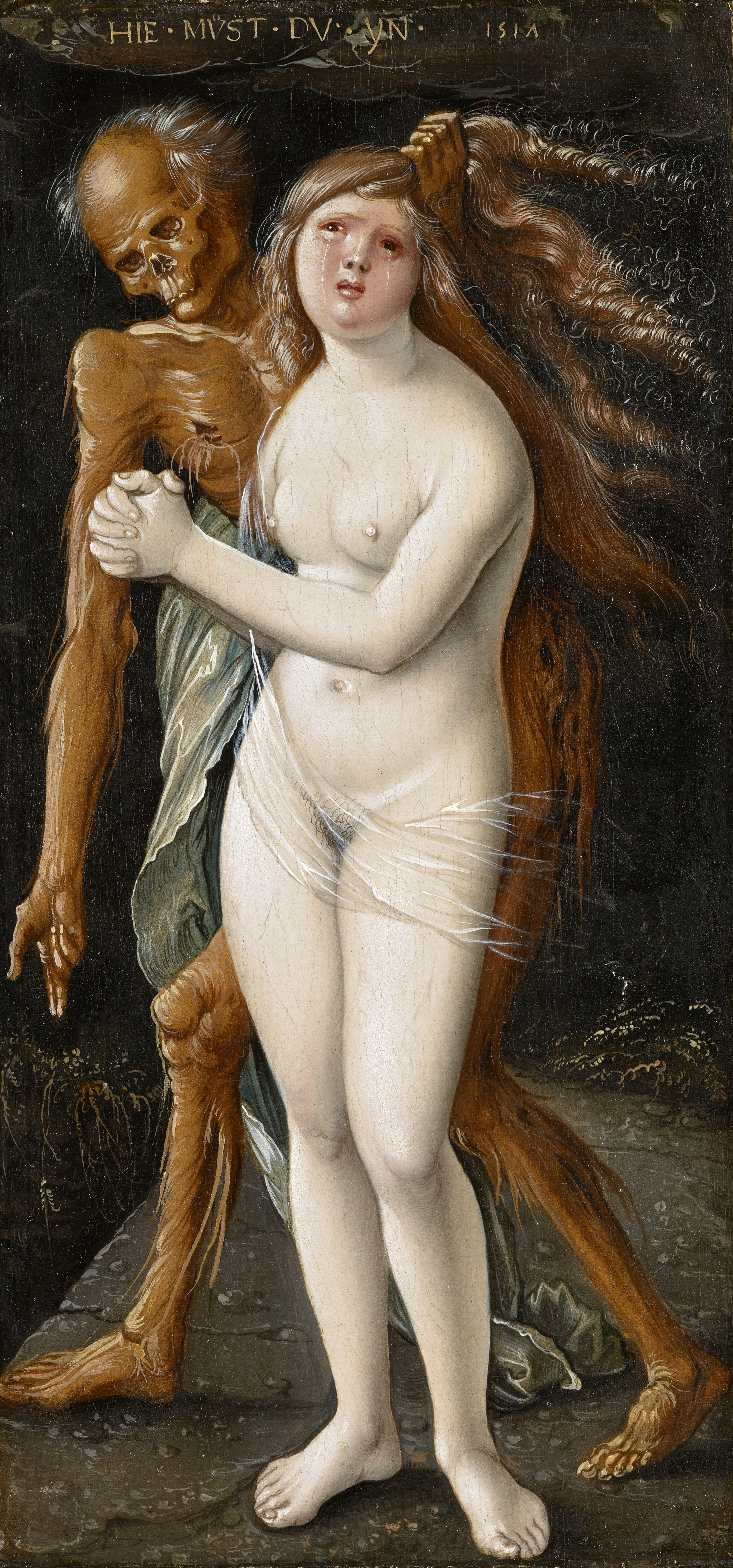
El motivo utilizado por Schubert, La muerte y la doncella, se utiliza en Europa desde el. Utilizado en varios géneros artísticos como por ejemplo en el cuadro de Hans Baldung de 1517.

La muerte y la doncella es un lied de Franz Schubert para voz con acompañamiento de piano en re menor, con n.º de catálogo D 531, que fue compuesta en 1817 y publicada en 1822 como número 3 del conjunto de lieds, Opus 7. El texto está basado en el poema homónimo de Matthias Claudius, escrito en el siglo XVI, sobre el tema centenario homónimo. El rango se extiende a las tesituras que corresponden al rango de mezzosoprano o barítono.

## Forma
A partir del diálogo del poema de Claudio, Schubert recrea una pequeña escena entre el preludio y el final que enfatiza la revalorización de la muerte como amiga con más fuerza que en el poema de Claudio.
El lied, de 43 compases, comienza con un preludio de ocho compases en re menor, mediante el cual los primeros cuatro compases (antecedente, cadencia en re menor, alternancia entre tónica y subdominante o dominante) se repiten, creando un período de ocho compases que en la música clásica ha sido siempre una expresión de equilibrio, armonía y coherencia debido a su simetría. Los acordes, que en su mayoría están compuestos en cuatro partes, se mantienen consistentemente al ritmo de pavana (mitad, cuarto, cuarto) y en pianissimo (sempre con pedale e sordino). Las pavanas eran originalmente danzas de marcha lenta del Renacimiento, pero también fueron utilizadas alrededor de 1600 como expresión de melancolía y cansancio del mundo, por ejemplo por el gran John Dowland. Además, también se utilizaron como música de duelo y en el espíritu funerario. En esta semántica, Schubert también utiliza el ritmo de pavana para caracterizar a la muerte.
El miedo y la agitación de la muchacha no sólo se expresan en el número impar de 13 compases, que se subvierte en cada periodicidad. “Tonalidad menor – ritmo rápido e irregular – melodía inquieta, irregular, predominantemente ascendente – fuerte – registro alto”  y la repetición de acordes en corcheas en el acompañamiento del piano, cambiando constantemente entre la mano derecha e izquierda, que quieren caracterizar la angustia de la doncella.
Los 16 compases de La Muerte, en cambio, son dos periodos delimitados por una cesura (notas largas, pausa), cuyas medias frases de cuatro compases coinciden con los versos del poema. Ya sea a través de esta simetría y de la progresión inquebrantable del ritmo de pavana, la muerte irradia calma y junto con otros parámetros también confianza y simpatía: "Tono mayor - ritmo tranquilo y uniforme - melodía estacionaria - repeticiones de tonos - piano - registro bajo".
El postludio es una repetición del preludio, pero en la tonalidad variante de re mayor y acortado a seis compases [en lugar de 8 en compás de 4/4]: el primer compás del postludio se superpone con el compás final de la parte vocal y el último compás del primer medio movimiento con el primero del segundo medio movimiento. Además, la melodía permanece constante excepto por el punto de cadencia al final de cada medio movimiento.. Ambos, junto con la armonía de la cadencia de acordes y el ritmo uniforme de la pavana, apuntan a la estática en el sentido de calma, gentileza y seguridad.
En el análisis detallado surgen dos observaciones interesantes. La muerte1 tiene un "estilo de canto similar al de un salmo", más un "movimiento compacto de acordes similar a un coral", una "armonía de cadencia simple" y un tempo moderado que caracterizan el aura que la muerte difunde como "suave, serio, solemne, ritualista, tranquilo, implacable; sin vida, eclesiástico, seguro”. Con la modulación al final del primer período (para “no venir a castigar”), se produce el cambio a la tonalidad paralela de fa mayor, que se enfatiza con la elevación temporal del tono de recitativo a fa y se mantiene así hasta el fin.
La segunda observación se refiere al inicio del ritmo de pavana en el verso de la doncella al comienzo del cuarto verso (“y no me toques”). El desencadenante es la palabra querido., que es el lugar donde “la chica utiliza los halagos como último recurso cuando su resistencia colapsa”  y ha sucumbido al aura de la muerte. El siguiente último verso del verso de la niña se basa en el ritmo de pavana de la muerte, y en los compases 16/17 también hay una breve desviación a fa mayor por primera vez. La melodía es una línea descendente, forzada aún más por la secuencia posterior en re menor en los compases 18/19. Termina con la nota más baja que canta la doncella 1 2. Esto y el postludio mudo de dos compases muestran que la doncella se ha rendido a la muerte según el diseño de Schubert. Esto muestra una reacción de la niña en la música, que falta en el poema de Claudio.
De los 43 compases, sólo siete compases no muestran el ritmo de pavana, que domina el lied como símbolo de la muerte. Su aparición en el preludio y en el final establece un marco tanto exteriormente en el sentido de un redondeo (a través del cambio de menor a mayor también en el sentido de un desarrollo) como interiormente en el sentido de un aura dentro de la cual se desarrolla el acontecimiento. Por tanto, el lied es también una expresión de la cercanía a la muerte, que en el romanticismo no se percibía negativamente, sino como una liberación de tensiones que no se podían resolver en la vida. La afirmación de Thomas Mann de que el romanticismo es "en su esencia más íntima, seducción y seducción hasta la muerte", puede entenderse con la ayuda de este lied. Esto es tanto más notable cuanto que el poema original data del siglo XVIII, que aún muestra claras características de la Ilustración, a la que se opuso el Romanticismo. A través de la música, la estructura de la composición y los detalles mostrados antes, Schubert logra una penetración espiritual que el breve diálogo del poema original no puede alcanzar.

## Uso adicional de la melodía del lied
En 1824, Franz Schubert compuso su Cuarteto de cuerda n.º 14 en re menor D 810. El segundo movimiento, titulado Andante con moto, es una serie de variaciones de la introducción al lied homónimo de Schubert, por lo que el cuarteto también es conocido con el mismo título de La muerte y la doncella.
Peter Cornelius también se apropió de la música del cuarteto de Schubert para el cuarto de sus cinco coros funerarios op.9, que escribió en el otoño de 1869. Añadió a la melodía un nuevo texto escrito por él mismo: “Peregrinos en la tierra, corran hacia su destino”. 
El compositor estadounidense David Lang utilizó también el tema en su composición de 2012 Death Speaks.